# Movimento del Popolo per il Progresso
Il Movimento del Popolo per il Progresso (in francese: Mouvement du Peuple pour le Progrès) è un partito politico burkinabé di orientamento socialdemocratico e progressista fondato nel 2014 da Roch Marc Christian Kaboré, eletto Capo dello Stato in occasione delle presidenziali del 2015.

## Risultati
| Elezione         | Voti      | %     | Seggi    |
| ---------------- | --------- | ----- | -------- |
| Legislative 2015 | 1.096.170 | 34,70 | 55 / 127 |
| Legislative 2020 | 1.654.982 | 57,87 | 56 / 127 |